# الإسلام في غينيا الاستوائية
غينيا الاستوائية هي دولة ذات أغلبية مسيحية بها أقلية مسلمة. بسبب علمانية الدولة، يتمتع المسلمون بحرية الدعوة للإسلام وبناء المساجد في البلاد.
قدرت Aid to the Church in Need [الإنجليزية] في تقرير لها عام 2021 أن 4.1٪ من السكان هم مسلمون. أشارت التقديرات السابقة لوكالة الأنباء الرسمية لغينيا الاستوائية في عام 2015 إلى أن 3.5٪ من السكان مسلمون أشار تقرير الحرية الدينية الدولية الصادر عن وزارة الخارجية الأمريكية لعام 2006 أن المسلمين يشكلون أقل من 1٪ من السكان.
افتتح مسجد مالابو في عام 2015 ويتسع لألفي شخص وهو أكبر مسجد في غينيا الاستوائية. تجمع أكثر من 500 مسلم في 2 مايو 2022 على كورنيش مالابو للصلاة العيد والاحتفال بعيد الفطر بعد عدم تمكنهم من أداء هذه الصلاة في عامي 2020 و2021 بسبب قيود جائحة فيروس كورونا. قال إمام غينيا الاستوائية، بيدرو بنينو ماتوت تانغ، إن الرسالة الرئيسية لعام 2022 هي أن المسلمين يجب أن يحبوا بعضهم البعض وأن يعلمو أطفالهم لأن الطفل المتعلم جيدًا والمنضبط، لن ينضم إلى الجماعات التخريبية.